# Woodlawn (Carolina del Nord)
Woodlawn és una concentració de població designada pel cens dels Estats Units a l'estat de Carolina del Nord. Segons el cens del 2000 tenia 1.051 habitants.

## Demografia
Segons el cens del 2000, Woodlawn tenia 1.051 habitants, 408 habitatges i 321 famílies. La densitat de població era de 81,3 habitants per km².
Dels 408 habitatges en un 33,3% hi vivien nens de menys de 18 anys, en un 65% hi vivien parelles casades, en un 10% dones solteres, i en un 21,3% no eren unitats familiars. En el 17,9% dels habitatges hi vivien persones soles el 7,8% de les quals corresponia a persones de 65 anys o més que vivien soles. El nombre mitjà de persones vivint en cada habitatge era de 2,58 i el nombre mitjà de persones que vivien en cada família era de 2,94.
Per edats la població es repartia de la següent manera: un 23,9% tenia menys de 18 anys, un 5,3% entre 18 i 24, un 29,3% entre 25 i 44, un 29% de 45 a 60 i un 12,5% 65 anys o més.
L'edat mediana era de 41 anys. Per cada 100 dones de 18 o més anys hi havia 95,6 homes.
La renda mediana per habitatge era de 54.130 $ i la renda mediana per família de 67.303 $. Els homes tenien una renda mediana de 39.471 $ mentre que les dones 33.864 $. La renda per capita de la població era de 25.366 $. Entorn del 2,1% de les famílies i el 3,7% de la població estaven per davall del llindar de pobresa.

## Poblacions més properes
El següent diagrama mostra les poblacions més properes.